# Chase Anderson
Ne pas confondre avec Eric Chase Anderson.
Pour les articles homonymes, voir Anderson.
Robert Chase Anderson (né le 30 novembre 1987 à Wichita Falls, Texas, États-Unis) est un lanceur droitier des Brewers de Milwaukee de la Ligue majeure de baseball.

## Carrière

### Diamondbacks de l'Arizona
Chase Anderson repousse deux offres de clubs du baseball majeur avant de signer avec les Diamondbacks de l'Arizona son premier contrat professionnel. Joueur à l'école secondaire, il est d'abord repêché au 42e tour de sélection par les Twins du Minnesota en 2006. Enrôlé dans un collège texan, il est de nouveau choisi par les Twins au 40e tour de sélection en 2007 mais va plutôt jouer pour les Sooners de l'université d'Oklahoma, où il se trouve lorsque les Diamondbacks en font leur choix de 9e ronde en 2009.
Anderson fait ses débuts dans les majeures comme lanceur partant pour Arizona le 11 mai 2014. Il brille à son premier match en n'accordant qu'un point aux White Sox de Chicago et en retirant sur des prises 6 adversaires en 5 manches et un tiers lancées, pour sa première victoire. En 21 départs et 114 manches et un tiers lancées à sa saison recrue, il remporte 9 victoires contre 7 défaites et maintient une moyenne de points mérités de 4,01.
Il y fait suite en 2015 avec 6 gains, 6 revers et une moyenne de points mérités de 4,30 en 27 départs et 152 manches et deux tiers lancées pour les Diamondbacks.

### Brewers de Milwaukee
Avec le vétéran joueur de deuxième but Aaron Hill et l'arrêt-court des ligues mineures Isan Diaz, Anderson est échangé d'Arizona aux Brewers de Milwaukee le 30 janvier 2016 contre l'arrêt-court Jean Segura et le lanceur droitier Tyler Wagner.